# West Portsmouth
West Portsmouth é uma Região censo-designada localizada no estado norte-americano de Ohio, no Condado de Scioto.

## Demografia
Segundo o censo norte-americano de 2000, a sua população era de 3458 habitantes.

## Geografia
De acordo com o United States Census Bureau tem uma área de
12,3 km², dos quais 12,3 km² cobertos por terra e 0,0 km² cobertos por água. West Portsmouth localiza-se a aproximadamente 188 m acima do nível do mar.

## Localidades na vizinhança
O diagrama seguinte representa as localidades num raio de 16 km ao redor de West Portsmouth.